# Trigonometrický polynom
Trigonometrický polynom je v matematice konečná lineární kombinace funkcí sin(nx) a cos(nx) pro přirozená n. Při omezení se na reálné funkce lze pracovat s reálnými koeficienty; v případě komplexních koeficientů není žádný rozdíl mezi takovou funkcí a konečnou Fourierovou řadou.
Trigonometrické polynomy se často používají v numerické matematice a matematické analýze, například při interpolaci periodických funkcí pomocí trigonometrické interpolace. Používají se také pro diskrétní Fourierovu transformaci.
V oboru reálných čísel lze termín trigonometrický polynom považovat za použití analogie: funkce sin(nx) a cos(nx) jsou obdobou jednočlenné báze polynomů. V komplexním případě se za trigonometrické polynomy označují výrazy s kladnými i zápornými mocninami eix.

## Formální definice
Libovolnou funkci T tvaru
{\displaystyle T(x)=a_{0}+\sum _{n=1}^{N}a_{n}\cos(nx)+\sum _{n=1}^{N}b_{n}\sin(nx)\qquad (x\in \mathbb {R} )}
s {\displaystyle a_{n},b_{n}\in \mathbb {C} } pro {\displaystyle 0\leq n\leq N}, nazveme komplexním trigonometrickým polynomem stupně N. Pomocí Eulerova vzorce lze takový polynom přepsat do tvaru
{\displaystyle T(x)=\sum _{n=-N}^{N}c_{n}e^{inx}\qquad (x\in \mathbb {R} ).}
Obdobně výraz
{\displaystyle t(x)=a_{0}+\sum _{n=1}^{N}a_{n}\cos(nx)+\sum _{n=1}^{N}b_{n}\sin(nx)\qquad (x\in \mathbb {R} )}
pro {\displaystyle a_{n},b_{n}\in \mathbb {R} ,\quad 0\leq n\leq N} a {\displaystyle a_{N}\neq 0} nebo {\displaystyle b_{N}\neq 0}, nazýváme reálným trigonometrickým polynomem stupně N.

## Vlastnosti
Trigonometrický polynom lze považovat za periodickou funkci na reálné ose, s periodou rovnou celočíselnému násobku 2{\displaystyle \pi } nebo za funkci na jednotkové kružnici.
Důležitou vlastností trigonometrických polynomů je, že jsou husté v prostoru spojitých funkcí na jednotkové kružnici, se supremovou normou; jde o speciální případ Stoneovy–Weierstrassovy věty. Přesněji: pro každou spojitou funkci f a každé ε > 0, existuje trigonometrický polynom T takový, že pro všechna z |f(z) − T(z)| < ε. Fejérova věta říká, že aritmetické průměry částečných součtů Fourierovy řady funkce f konvergují rovnoměrně k f, za předpokladu, že f je spojitá na kružnici, což nám dává explicitní metodu pro nalezení aproximačního trigonometrického polynomu T.
Pokud trigonometrický polynom stupně N není nulová funkce, pak má v jakémkoli intervalu {\displaystyle \langle a,a+2\pi )} reálných čísel nejvýše 2N kořenů.